# سيد محمد فضل آغا
سيد محمد فضل آغا (بالأردوية: سید محمد فضل آغا)‏ (1946  - 20 مايو 2020) سياسي باكستاني من منطقة بيشين بمقاطعة بلوشستان في باكستان شغل منصب حاكم بلوشستان من 18 أغسطس إلى 12 أكتوبر 1999. كما شغل منصب نائب رئيس مجلس الشيوخ الباكستاني من 1988-1991. كان عضوا في مجلس مقاطعة بلوشستان من 13 أغسطس 2018 حتى وفاته.
كان لديه انتماء سياسي لجمعية علماء الإسلام. شارك في انتخابات 2008 و2013. لكنه لم ينجح. فاز في انتخابات 2018 وانتُخب عضوًا في مجلس مقاطعة بلوشستان. توفي في 20 مايو 2020 بعد إصابته بفيروس كورونا خلال جائحة كوفيد-19 في باكستان.